# Offenbacher Fußball-Club Kickers 1901 1999-2000
Questa voce raccoglie le informazioni riguardanti l'Offenbacher Fußball-Club Kickers 1901 nelle competizioni ufficiali della stagione 1999-2000.

## Stagione
Nella stagione 1999-2000 il Kickers Offenbach, allenato da Hans-Jürgen Boysen e Peter Neururer, concluse il campionato di 2. Bundesliga al 17º posto e fu retrocesso in Regionalliga. In Coppa di Germania il Kickers Offenbach fu eliminato al secondo turno dal Meppen.

## Rosa
| N. |                     | Ruolo | Calciatore          |
| -- | ------------------- | ----- | ------------------- |
| 1  | Germania (bandiera) | P     | René Keffel         |
| 2  | Germania (bandiera) | C     | Matthias Dworschak  |
| 3  | Germania (bandiera) | D     | Manfred Binz        |
| 5  | Germania (bandiera) | D     | Stefan Dolzer       |
| 5  | Germania (bandiera) | D     | Lars Meyer          |
| 6  | Germania (bandiera) | C     | Patrick Dama        |
| 7  | Germania (bandiera) | C     | Lars Schmidt        |
| 9  | Germania (bandiera) | A     | Matthias Becker     |
| 10 | Germania (bandiera) | C     | Oliver Speth        |
| 11 | Germania (bandiera) | C     | Stefan Simon        |
| 15 | Germania (bandiera) | C     | Florian Sohler      |
| 20 | Germania (bandiera) | A     | Marco Grevelhörster |
| 26 | Serbia (bandiera)   | P     | Goran Ćurko         |
| 13 | Germania (bandiera) | P     | Thorsten Rohrbach   |
| 23 | Germania (bandiera) | D     | Steven Kessler      |
| 12 | Germania (bandiera) | D     | Dubravko Kolinger   |

| N. |                     | Ruolo | Calciatore         |
| -- | ------------------- | ----- | ------------------ |
| 4  | Germania (bandiera) | D     | Michael Köpper     |
| 24 | Germania (bandiera) | D     | Dietmar Roth       |
| 25 | Romania (bandiera)  | C     | Zeno Bundea        |
| 16 | Germania (bandiera) | C     | Stefan Ertl        |
| 22 | Germania (bandiera) | C     | Kai-Uwe Giersch    |
| 33 | Germania (bandiera) | C     | Bernd Gramminger   |
| 19 | Germania (bandiera) | C     | Michael Hartmann   |
| 14 | Germania (bandiera) | C     | Günther Maier      |
| 27 | Germania (bandiera) | C     | Daniel Mingrone    |
| 10 | Germania (bandiera) | C     | Tom Stohn          |
| 31 | Germania (bandiera) | A     | Holger Gaißmayer   |
| 20 | Cina (bandiera)     | A     | Li Bing            |
| 18 | Italia (bandiera)   | A     | Giuseppe Messinese |
| 8  | Germania (bandiera) | A     | Oliver Roth        |
| 29 | Romania (bandiera)  | A     | Ion Vlădoiu        |

## Organigramma societario
Area tecnica
- Allenatore: Peter Neururer
- Allenatore in seconda:
- Preparatore dei portieri:
- Preparatori atletici:

## Calciomercato

### Sessione estiva
| Acquisti | Acquisti            | Acquisti          | Acquisti |
| R.       | Nome                | da                | Modalità |
| -------- | ------------------- | ----------------- | -------- |
| C        | Zeno Bundea         | Rapid Bucarest    |          |
| P        | Goran Ćurko         | Lokomotive Lipsia |          |
| A        | Matthias Becker     | Hannover 96       |          |
| D        | Manfred Binz        | Borussia Dortmund |          |
| C        | Matthias Dworschak  | Hannover 96       |          |
| A        | Marco Grevelhörster | Magonza           |          |
| A        | Aleksandar Jović    | Hapoel Haifa      |          |
| A        | Giuseppe Messinese  | Hannover 96       |          |
| C        | Lars Schmidt        | Magonza           |          |
| C        | Florian Sohler      | Magonza           |          |

| Cessioni | Cessioni      | Cessioni         | Cessioni |
| R.       | Nome          | a                | Modalità |
| -------- | ------------- | ---------------- | -------- |
| P        | Andreas Clauß | Darmstadt        |          |
| C        | Frank Kastner | Reutlingen       |          |
| A        | Horst Russ    | KSV Klein-Karben |          |
| C        | Thomas Winter | Borussia Fulda   |          |

### Sessione invernale
| Acquisti | Acquisti    | Acquisti        | Acquisti |
| R.       | Nome        | da              | Modalità |
| -------- | ----------- | --------------- | -------- |
| A        | Li Bing     | S. Guancheng    |          |
| A        | Ion Vlădoiu | Dinamo Bucarest |          |

| Cessioni | Cessioni         | Cessioni        | Cessioni |
| R.       | Nome             | a               | Modalità |
| -------- | ---------------- | --------------- | -------- |
| C        | Necip Incesu     | Augusta         |          |
| A        | Aleksandar Jović | Carl Zeiss Jena |          |
| D        | Dexter Langen    | Gießen          |          |
| A        | Dirk Vollmar     | Wehen Wiesbaden |          |

## Risultati

### 2. Bundesliga

#### Girone di andata
| Arbitro: | Weiner |

|             |           |           |
| Demandt 35’ | Marcatori | 40’ Stohn |

| Arbitro: | Aust |

|                 |           |                               |
| Dama 33’ (rig.) | Marcatori | 51’, 76’ Driller 58’ Beliakov |

| Arbitro: | Scheppe |

|                                             |           |  |
| Dittgen 27’ Mehlhorn 61’ (rig.) Schmidt 87’ | Marcatori |  |

| Arbitro: | Schößling |

|  |           |                          |
|  | Marcatori | 22’ Blank 90’ Kobylański |

| Arbitro: | Kinhöfer |

|            |           |          |
| Arnold 62’ | Marcatori | 29’ Dama |

| Arbitro: | Werthmann |

|                     |           |                      |
| Landgraf 72’ (aut.) | Marcatori | 49’ Diane 77’ Emílio |

| Arbitro: | Koop |

|             |           |           |
| Klasnić 59’ | Marcatori | 21’ Maier |

| Arbitro: | Perl |

|  |           |                  |
|  | Marcatori | 90’ (aut.) Ćurko |

| Arbitro: | Blumenstein |

|          |           |  |
| Judt 57’ | Marcatori |  |

| Arbitro: | Weber |

|              |           |  |
| Kolinger 80’ | Marcatori |  |

| Arbitro: | Sippel |

|                             |           |              |
| Marić 69’ (rig.) Cássio 79’ | Marcatori | 89’ Kolinger |

| Arbitro: | Kreyer |

|                      |           |                  |
| Bundea 52’ Simon 54’ | Marcatori | 66’ (rig.) Weber |

| Berlino 28 novembre 1999, ore 15:00 CET 13ª giornata | TeBe Berlino | 0 – 0 referto | Kickers Offenbach | Mommsenstadion (3 254 spett.)\| Arbitro: \| Frank \| |
| Arbitro:                                             | Frank        |               |                   |                                                      |

| Arbitro: | Milic |

|          |           |                |
| Binz 86’ | Marcatori | 88’ Korzynietz |

| Arbitro: | Gagelmann |

|             |           |             |
| Vlădoiu 11’ | Marcatori | 90’ Wassmer |

| Arbitro: | Schmidt |

|                                               |           |  |
| Rath 7’, 71’ Bittencourt 17’, 57’ Miriuță 83’ | Marcatori |  |

| Arbitro: | Kinhöfer |

|                                                  |           |                           |
| Konetzke 9’ (aut.) Dama 43’ (rig.) Binz 74’, 90’ | Marcatori | 4’ Konetzke 31’, 71’ Graf |

#### Girone di ritorno
| Arbitro: | Gettke |

|                          |           |                         |
| Vlădoiu 59’ Kolinger 63’ | Marcatori | 28’ Melunovic 58’ Klopp |

| Arbitro: | Scheppe |

|             |           |            |
| Driller 57’ | Marcatori | 90’ Bundea |

| Arbitro: | Kemmling |

|                     |           |  |
| Vlădoiu 9’ Binz 60’ | Marcatori |  |

| Arbitro: | Wezel |

|             |           |             |
| Stendel 21’ | Marcatori | 39’ Vlădoiu |

| Arbitro: | Schütz |

|          |           |  |
| Dama 33’ | Marcatori |  |

| Arbitro: | Gagelmann |

|                       |           |            |
| Müller 24’ Heeren 89’ | Marcatori | 1’ Vlădoiu |

| Arbitro: | Blumenstein |

|  |           |             |
|  | Marcatori | 65’ Trejgis |

| Arbitro: | Anklam |

|              |           |                  |
| Cullmann 52’ | Marcatori | 5’ Grevelhörster |

| Arbitro: | Kammerer |

|                                  |           |                  |
| Backhaus 20’ (aut.) Kolinger 39’ | Marcatori | 29’ Scharpenberg |

| Arbitro: | Werthmann |

|          |           |          |
| Klee 34’ | Marcatori | 22’ Roth |

| Arbitro: | Hauer |

|  |           |                                         |
|  | Marcatori | 2’ Ramovs 70’, 86’ Carnevale 83’ Kevric |

| Arbitro: | Perl |

|                                                                         |           |                 |
| Peschel 7’, 88’ Kolinger 45’ (aut.) Dickhaut 70’ Buckley 72’ Toplak 78’ | Marcatori | 41’ (rig.) Dama |

| Arbitro: | Margenberg |

|                     |           |             |
| Becker 13’ Roth 89’ | Marcatori | 89’ Ouakili |

| Arbitro: | Lange |

|               |           |  |
| Chiquinho 77’ | Marcatori |  |

| Arbitro: | Weber |

|                              |           |                             |
| Vincze 57’ (rig.) Klausz 66’ | Marcatori | 6’ Simon 80’, 90’ Gaißmayer |

| Arbitro: | Kinhöfer |

|                  |           |                          |
| Simon 68’ (rig.) | Marcatori | 25’ Schröder 65’ Rödlund |

| Arbitro: | Keßler |

|                                                |           |               |
| Zernicke 20’ Ibrahim 52’ Catic 62’ Schuler 87’ | Marcatori | 68’ Gaißmayer |

### Coppa di Germania
| Arbitro: | Hilmes |

|           |           |                     |
| Refos 77’ | Marcatori | 13’ Dama 26’ Becker |

| Arbitro: | Jansen |

|                      |           |            |
| Capin 61’ Deters 90’ | Marcatori | 79’ Sohler |

## Statistiche

### Statistiche di squadra
| Competizione      | Punti | In casa | In casa | In casa | In casa | In casa | In casa | In trasferta | In trasferta | In trasferta | In trasferta | In trasferta | In trasferta | Totale | Totale | Totale | Totale | Totale | Totale | DR  |
| Competizione      | Punti | G       | V       | N       | P       | Gf      | Gs      | G            | V            | N            | P            | Gf           | Gs           | G      | V      | N      | P      | Gf     | Gs     | DR  |
| ----------------- | ----- | ------- | ------- | ------- | ------- | ------- | ------- | ------------ | ------------ | ------------ | ------------ | ------------ | ------------ | ------ | ------ | ------ | ------ | ------ | ------ | --- |
| 2. Bundesliga     | 35    | 17      | 7       | 3       | 7       | 21      | 25      | 17           | 1            | 8            | 8            | 14           | 33           | 34     | 8      | 11     | 15     | 35     | 58     | -23 |
| Coppa di Germania | -     | 0       | 0       | 0       | 0       | 0       | 0       | 2            | 1            | 0            | 1            | 3            | 3            | 2      | 1      | 0      | 1      | 3      | 3      | 0   |
| Totale            | 35    | 17      | 7       | 3       | 7       | 21      | 25      | 19           | 2            | 8            | 9            | 17           | 36           | 36     | 9      | 11     | 16     | 38     | 61     | -23 |

### Andamento in campionato
| Giornata  | 1 | 2  | 3  | 4  | 5  | 6  | 7  | 8  | 9  | 10 | 11 | 12 | 13 | 14 | 15 | 16 | 17 | 18 | 19 | 20 | 21 | 22 | 23 | 24 | 25 | 26 | 27 | 28 | 29 | 30 | 31 | 32 | 33 | 34 |
| --------- | - | -- | -- | -- | -- | -- | -- | -- | -- | -- | -- | -- | -- | -- | -- | -- | -- | -- | -- | -- | -- | -- | -- | -- | -- | -- | -- | -- | -- | -- | -- | -- | -- | -- |
| Luogo     | T | C  | T  | C  | T  | C  | T  | C  | T  | C  | T  | C  | T  | C  | C  | T  | C  | C  | T  | C  | T  | C  | T  | C  | T  | C  | T  | C  | T  | C  | T  | T  | C  | T  |
| Risultato | N | P  | P  | P  | N  | P  | N  | P  | P  | V  | P  | V  | N  | N  | N  | P  | V  | N  | N  | V  | N  | V  | P  | P  | N  | V  | N  | P  | P  | V  | P  | V  | P  | P  |
| Posizione | 8 | 16 | 16 | 17 | 18 | 18 | 18 | 18 | 18 | 18 | 18 | 18 | 18 | 18 | 18 | 18 | 16 | 17 | 17 | 16 | 16 | 15 | 15 | 15 | 15 | 15 | 15 | 16 | 16 | 16 | 16 | 16 | 16 | 17 |

Legenda:

Luogo: C = Casa; T = Trasferta. Risultato: V = Vittoria; N = Pareggio; P = Sconfitta.

### Statistiche dei giocatori
| Giocatore        | 2. Bundesliga | 2. Bundesliga | 2. Bundesliga | 2. Bundesliga | Coppa di Germania | Coppa di Germania | Coppa di Germania | Coppa di Germania | Totale   | Totale | Totale      | Totale     |
| Giocatore        | Presenze      | Reti          | Ammonizioni   | Espulsioni    | Presenze          | Reti              | Ammonizioni       | Espulsioni        | Presenze | Reti   | Ammonizioni | Espulsioni |
| ---------------- | ------------- | ------------- | ------------- | ------------- | ----------------- | ----------------- | ----------------- | ----------------- | -------- | ------ | ----------- | ---------- |
| M. Becker        | 27            | 1             | 4             | 0             | 2                 | 1                 | 1                 | 0                 | 29       | 2      | 5           | 0          |
| M. Binz          | 31            | 4             | 6             | 0             | 1                 | 0                 | 0                 | 0                 | 32       | 4      | 6           | 0          |
| Z. Bundea        | 21            | 2             | 5             | 0             | 0                 | 0                 | 0                 | 0                 | 21       | 2      | 5           | 0          |
| P. Dama          | 28            | 5             | 5             | 0             | 2                 | 1                 | 1                 | 0                 | 30       | 6      | 6           | 0          |
| S. Dolzer        | 31            | 0             | 6             | 2             | 2                 | 0                 | 0                 | 0                 | 33       | 0      | 6           | 2          |
| M. Dworschak     | 17            | 0             | 3             | 0             | 2                 | 0                 | 0                 | 0                 | 19       | 0      | 3           | 0          |
| S. Ertl          | 7             | 0             | 0             | 0             | 1                 | 0                 | 0                 | 0                 | 8        | 0      | 0           | 0          |
| H. Gaißmayer     | 13            | 3             | 1             | 0             | 0                 | 0                 | 0                 | 0                 | 13       | 3      | 1           | 0          |
| K. Giersch       | 3             | 0             | 0             | 0             | 1                 | 0                 | 0                 | 0                 | 4        | 0      | 0           | 0          |
| B. Gramminger    | 0             | 0             | 0             | 0             | 0                 | 0                 | 0                 | 0                 | 0        | 0      | 0           | 0          |
| M. Grevelhörster | 15            | 1             | 3             | 1             | 2                 | 0                 | 1                 | 0                 | 17       | 1      | 4           | 1          |
| M. Hartmann      | 1             | 0             | 0             | 0             | 0                 | 0                 | 0                 | 0                 | 1        | 0      | 0           | 0          |
| N. Incesu        | 5             | 0             | 0             | 0             | 0                 | 0                 | 0                 | 0                 | 5        | 0      | 0           | 0          |
| A. Jović         | 4             | 0             | 2             | 0             | 0                 | 0                 | 0                 | 0                 | 4        | 0      | 2           | 0          |
| R. Keffel        | 7             | 0             | 0             | 0             | 2                 | 0                 | 0                 | 0                 | 9        | 0      | 0           | 0          |
| S. Kessler       | 0             | 0             | 0             | 0             | 2                 | 0                 | 0                 | 0                 | 2        | 0      | 0           | 0          |
| D. Kolinger      | 21            | 4             | 3             | 1             | 0                 | 0                 | 0                 | 0                 | 21       | 4      | 3           | 1          |
| M. Köpper        | 12            | 0             | 3             | 0             | 1                 | 0                 | 0                 | 1                 | 13       | 0      | 3           | 1          |
| B. Li            | 6             | 0             | 1             | 0             | 0                 | 0                 | 0                 | 0                 | 6        | 0      | 1           | 0          |
| G. Maier         | 31            | 1             | 3             | 0             | 0                 | 0                 | 0                 | 0                 | 31       | 1      | 3           | 0          |
| G. Messinese     | 0             | 0             | 0             | 0             | 0                 | 0                 | 0                 | 0                 | 0        | 0      | 0           | 0          |
| L. Meyer         | 0             | 0             | 0             | 0             | 0                 | 0                 | 0                 | 0                 | 0        | 0      | 0           | 0          |
| D. Mingrone      | 1             | 0             | 0             | 0             | 0                 | 0                 | 0                 | 0                 | 1        | 0      | 0           | 0          |
| T. Rohrbach      | 1             | 0             | 0             | 0             | 0                 | 0                 | 0                 | 0                 | 1        | 0      | 0           | 0          |
| D. Roth          | 27            | 0             | 4             | 0             | 2                 | 0                 | 1                 | 0                 | 29       | 0      | 5           | 0          |
| O. Roth          | 22            | 2             | 1             | 0             | 1                 | 0                 | 0                 | 0                 | 23       | 2      | 1           | 0          |
| L. Schmidt       | 29            | 0             | 8             | 0             | 1                 | 0                 | 0                 | 0                 | 30       | 0      | 8           | 0          |
| S. Simon         | 28            | 3             | 3             | 1             | 0                 | 0                 | 0                 | 0                 | 28       | 3      | 3           | 1          |
| F. Sohler        | 17            | 0             | 4             | 1             | 2                 | 1                 | 0                 | 0                 | 19       | 1      | 4           | 1          |
| O. Speth         | 8             | 0             | 1             | 0             | 2                 | 0                 | 1                 | 0                 | 10       | 0      | 2           | 0          |
| T. Stohn         | 17            | 1             | 3             | 0             | 2                 | 0                 | 1                 | 0                 | 19       | 1      | 4           | 0          |
| I. Vlădoiu       | 15            | 5             | 5             | 0             | 0                 | 0                 | 0                 | 0                 | 15       | 5      | 5           | 0          |
| D. Vollmar       | 4             | 0             | 0             | 0             | 0                 | 0                 | 0                 | 0                 | 4        | 0      | 0           | 0          |
| G. Ćurko         | 27            | 0             | 3             | 0             | 0                 | 0                 | 0                 | 0                 | 27       | 0      | 3           | 0          |